# Strömungsmaschine

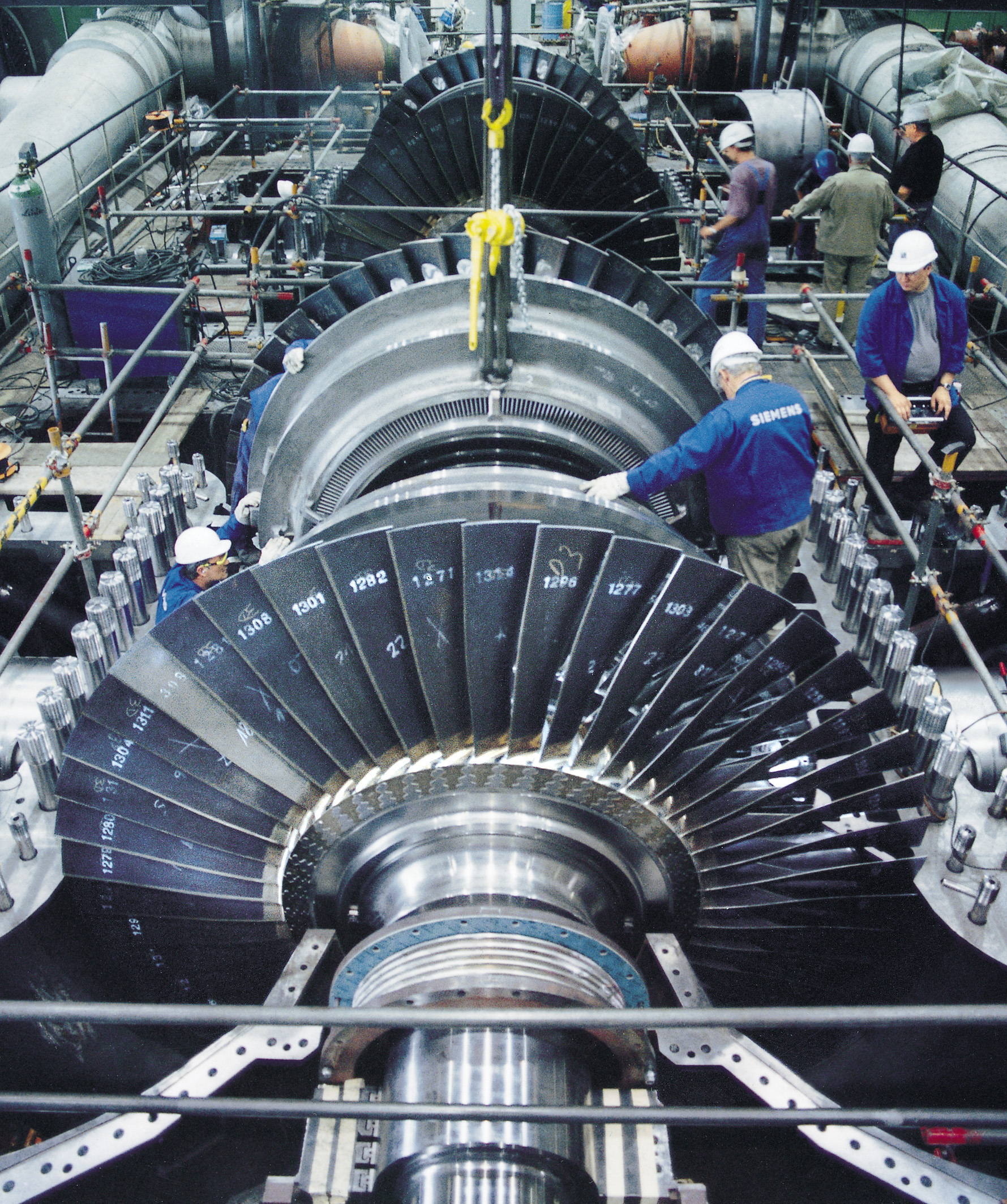
Montage einer großen Dampfturbine, einer typischen Strömungsmaschine

Eine Strömungsmaschine oder Turbomaschine ist eine Fluidenergiemaschine, bei der die Energieübertragung zwischen Fluid und Maschine in einem offenen Raum durch eine Strömung nach den Gesetzen der Fluiddynamik über den Umweg der kinetischen Energie erfolgt.

## Funktionsweise und Abgrenzung
Die Energieübertragung erfolgt mittels Rotorblättern, Flügeln oder Schaufeln, die derart profiliert sind, dass durch die Umströmung eine Druckdifferenz zwischen Vorder- und Rückseite entsteht (Tragflächenprofil).
Das Gegenstück zur Strömungsmaschine bildet die Verdrängermaschine (auch Kolbenmaschine), in der die Energieübertragung in einem (durch Ventile o. Ä.) abgeschlossenen Raum mit veränderlichem Volumen nach den Gesetzen der Fluidstatik erfolgt.
Die Einsatzgebiete von Strömungs- und Verdrängermaschinen unterscheiden sich vor allem dadurch, dass bei großen Volumenströmen die Vorteile der Strömungsmaschinen, bei kleinen die der Verdrängermaschinen überwiegen.
Die Wirkung von Strömungsmaschinen ist an die Strömungsgeschwindigkeit des Fluids gebunden; wenn die Maschine zu langsam läuft, findet keine Energieübertragung mehr statt, und da das Fluid nicht eingeschlossen ist, entweicht es aus der Maschine. In einer idealen Verdrängermaschine (siehe unten) hingegen ist das Fluid fest eingeschlossen; es kann nicht entweichen, und die Energieübertragung kann theoretisch unendlich langsam erfolgen, ohne dass die Wirkung der Maschine gemindert wird.
Ein häufig fälschlich genanntes Definitionskriterium für Strömungsmaschinen ist eine rotierende Bewegung oder ein stationärer, nicht getakteter Prozess. Dies trifft aber nicht immer zu; es gibt auch rotierende und kontinuierlich arbeitende Verdrängermaschinen (Drehkolbenmaschinen wie Roots-Gebläse u. Ä.) und es gibt auch translatorisch oszillierende Strömungsmaschinen (Hubflügelmaschinen, Fächermaschinen, u. Ä. – abgeleitet von Flügeln und Flossen aus der Tierwelt).
Eine Sonderform der Strömungsmaschinen sind solche, die kein Gehäuse für die Lenkung des Fluids benötigen, wie die Propeller von Haushaltsventilatoren, Flugzeugantrieben oder Schiffspropeller, die Rotoren von Windkraftanlagen oder Rührwerken.

## Einteilung der Strömungsmaschinen in Arten und Gruppen
Strömungsmaschinen werden nach Art des Fluids, der Energieflussrichtung und der Konstruktion in die folgenden Arten und Gruppen eingeteilt:
| Maschinenart→ Gruppe↓                                    | Arbeitsmaschinen | Kombinationen von Kraft- und Arbeitsmaschinen                                                          | Kraftmaschinen                                       |
| Gehäuselose Strömungsmaschinen                           | Propeller        | Grimsches Leitrad                                                                                      | Windkraftanlage                                      |
| Hydraulische Strömungsmaschinen (≈inkompressible Medien) | Kreiselpumpen    | Föttinger-Wandler und -Kupplungen (hydrodynamische Getriebe) oder Pumpturbinen (In Pumpspeicherwerken) | Wasserturbinen                                       |
| Hydraulische Strömungsmaschinen (≈inkompressible Medien) | Ventilatoren     | Föttinger-Wandler und -Kupplungen (hydrodynamische Getriebe) oder Pumpturbinen (In Pumpspeicherwerken) | Wasserturbinen                                       |
| Thermische Strömungsmaschinen (kompressible Medien)      | Verdichter       | (Gasturbinen) (Eingang der GT besteht aus einem Verdichter)                                            | Dampfturbinen ←Gasturbinen Turbinen-Strahltriebwerke |

Anmerkung: Umgangssprachlich als Ventilator bezeichnete Elektrogeräte sind in obiger Tabelle als Propeller zu finden, da sie außer einem Gitter (als Schutz vor Verletzungen) kein Gehäuse besitzen. Stand- oder Turmventilatoren jedoch sind Radialventilatoren mit Gehäuse und deshalb auch in der Tabelle als Ventilatoren zu finden.

## Kennzahlen zur Beschreibung von Strömungsmaschinen
Folgende Kennzahlen mit der Einheit Eins werden häufig für die Charakterisierung von Strömungsmaschinen verwendet.
- Druckzahl ψ
- Durchflusszahl φ (auch Liefer- oder Volumenzahl genannt)
- Durchmesserzahl δ
- Laufzahl σ
- Leistungszahl λ
- Spezifische Drehzahl ns bzw. nq

Diese Ähnlichkeitskennzahlen erlauben Vergleich von Strömungsmaschinen unterschiedlicher Dimensionen bei verschiedenen Randbedingungen und spielen eine Rolle bei der Auslegung der Maschinen. Ein Beispiel für ihre Anwendung ist das Cordier-Diagramm.